# 인천 초등학생 살해 사건
인천 초등학생 살해 사건(仁川初等學生殺害事件)은 고등학교를 자퇴한 김양이 2017년 3월 29일에 놀이터에서 놀고 있던 8세 여아를 인천광역시 연수구 동춘동 소재 자신의 집으로 유괴하여 살해한 사건이다.

## 사건
고등학교를 자퇴한 김양(2000년생, 사건 당시 만 16세) 이 2017년 3월 29일 낮 12시 49분경 공원에서 놀고 있던 초등학교 2학년 B 양에게 접근해 휴대전화를 빌려주겠다며 집으로 유괴했다. B양을 태블릿pc 충전용 케이블로 목을 졸라 살해 하고 식칼로 신체를 훼손 하였으며 토막 내었다. 내장은 음식물 쓰레기통에 버리고 시신은 옥상 물탱크에 두 차례 유기 했다. 손가락 등의 신체 부위는 봉지에 싸 들고 다니며 평소와 다름 없는 행동을 하였다. 이후 B 양이 귀가하지 않자 B 양의 부모가 실종신고를 했다. 경찰은 인근 CCTV를 추적해 김 양과 B 양이 함께 엘리베이터를 이용하는 화면을 확보하고 아파트를 수색했다. 수색결과 아파트 옥상 물탱크 구조물에서 훼손된 B 양의 시신을 발견했다. 그리고 용의자로 자정이 넘은 시각에 김씨를 긴급체포했다. 체포 후 김 양은 살인한 사실은 인정했지만 범행의 구체적인 사실에 대해서는 기억나지 않는다고 진술했다.

## 수사
인천연수경찰서 조사 결과 김 양이 초등학생 B양을 살해 후 시체를 훼손하고 처리하는 과정에서 시체의 일부를 SNS를 통해 평소 알고 지내던 여성 박 모(1998년생, 사건 당시 만 18세) 양에게 검은 봉투에 넣어 전해준 것으로 밝혀졌다. 박 양은 혐의를 부인했으나 전격 구속되었다. 검찰은 김 양의 살인이 싸이코패스적 요인에 의한 것일 가능성이 있다는 의견에 따라 김 양에 대해 정신감정을 의뢰하였다. 그리고 기존에 알려진 것과는 달리 김 양이 정신과적 상담을 받은 적은 있으나 자퇴 직전까지 약물을 복용하진 않은 것으로 밝혀졌다. 가해자 김 양은 공범 박 양과 트위터에서 캐릭터 커뮤니티 활동을 했다고 한다. 주범 김 양이 검찰 구형 전 최후진술에서 자신은 심신미약 상태가 아님을 밝혔다. 검찰은 두 사람을 범행을 공모한 공모공동정범으로 보아 박 양에 무기징역을, 만 18세 미만인 김 양에게는 소년법과 특정강력범죄의 처벌에 관한 특례법에 따라 징역 20년을 구형했다.

## 판결
김양은 2017년 3월 같은 아파트 단지에 사는 초등학생을 유괴해 살해한 뒤 시신을 훼손하고 유기해 특정범죄 가중처벌 등에 관한 법률의 13세 미만 약취·유인 살해죄(제5조의2제2항제2호) 및 형법의 사체손괴·유기죄(제161조제1항)로 기소되었다.
인천지방법원 형사15부(허준서 부장판사)는 2017년 9월 22일 오후 열린 선고공판에서 이 사건 주범인 김(17)양에게 징역 20년을, 공범 재수생 박(18)양에게 무기징역을 각각 선고했다. 재판부는 김 양과 박 양에게 각각 30년의 위치추적 전자장치(전자발찌) 부착을 명령했다. 재판부는 김양의 심신미약 주장에 대해 "정황을 볼 때 치밀하고 계획적으로 범행을 했다. 전문가도 조현병, 아스퍼거 증후군으로 보이지 않는다고 진단했기 때문에 받아들일 수 없다"며 인정하지 않았다. 박양에 대해서도 살인과 사체유기 혐의를 모두 인정했다.
2018년 4월 30일 서울고등법원에서 열린 항소심에서 김양에게는 1심과 같은 징역 20년을 선고했고, 공범 박양은 살인방조 혐의를 인정해 징역 13년을 선고했다.